# Петрештій-де-Жос (комуна)
Петрештій-де-Жос (рум. Petreștii de Jos) — комуна у повіті Клуж в Румунії. До складу комуни входять такі села (дані про населення за 2002 рік):
- Делень (278 осіб)
- Креєшть (234 особи)
- Лівада (223 особи)
- Петрештій-де-Жос (696 осіб)
- Петрештій-де-Міжлок (180 осіб)
- Петрештій-де-Сус (107 осіб)
- Плаюрі (173 особи)

Комуна розташована на відстані 305 км на північний захід від Бухареста, 22 км на південь від Клуж-Напоки.

## Населення
За даними перепису населення 2002 року у комуні проживала 1891 особа.
Національний склад населення комуни:
| Національність | Кількість осіб | Відсоток |
| -------------- | -------------- | -------- |
| румуни         | 1850           | 97,8%    |
| цигани         | 36             | 1,9%     |
| угорці         | 5              | 0,3%     |

Рідною мовою назвали:
| Мова      | Кількість осіб | Відсоток |
| --------- | -------------- | -------- |
| румунська | 1887           | 99,8%    |
| угорська  | 4              | 0,2%     |

Склад населення комуни за віросповіданням:
| Релігія            | Кількість осіб | Відсоток |
| ------------------ | -------------- | -------- |
| православні        | 1592           | 84,2%    |
| греко-католики     | 199            | 10,5%    |
| п'ятдесятники      | 36             | 1,9%     |
| римо-католики      | 4              | 0,2%     |
| баптисти           | 3              | 0,2%     |
| реформати          | 1              | 0,1%     |
| атеїсти            | 1              | 0,1%     |
| не вказали релігію | 2              | 0,1%     |